# Wahlen zum Senat der Vereinigten Staaten 1900 und 1901
Die Wahlen zum Senat der Vereinigten Staaten 1900 und 1901 zum 57. Kongress der Vereinigten Staaten fanden zu verschiedenen Zeitpunkten statt. Die Wahlen fanden parallel zur Präsidentschaftswahl 1900 statt, in der William McKinley wiedergewählt wurde. Vor der Verabschiedung des 17. Zusatzartikels wurden die Senatoren nicht direkt gewählt, sondern von den Parlamenten der Bundesstaaten bestimmt.
Zur Wahl standen 29 der 30 Senatssitze der Klasse II, deren Inhaber 1894 und 1895 für eine Amtszeit von sechs Jahren gewählt worden oder später nachgerückt waren. Zusätzlich fanden Nachwahlen für einen dieser Sitze und sechs der anderen beiden Klassen statt. Bei den Nachwahlen konnten die Republikaner einen bisher von den Demokraten gehaltenen sowie drei vakante Sitze gewinnen. Ein Sitz in Delaware blieb vakant, da das Parlament sich nicht auf einen Nachfolger einigen konnte. Die Wahl zum Klasse-II-Sitz in Virginia hatte bereits 1899 stattgefunden.
Von den 30 regulär zur Wahl stehenden Sitzen waren elf von Demokraten, 17 von Republikanern und jeweils einer von den Silber-Republikanern und Populisten (People's Party) besetzt. 15 Amtsinhaber wurden wiedergewählt, fünf Demokraten und zehn Republikaner. Acht weitere Sitze wurden von den jeweiligen Parteien gehalten (5 D, 3 R). Die Demokraten konnten zwei Sitze der Republikaner und einen der Populisten gewinnen, verloren aber einen, da das Parlament von Delaware sich auch für diesen Sitz nicht auf einen Senator einigte. Die Republikaner gewannen einen Sitz der Silber-Republikaner, verloren aber auch wieder einen an diese, einen weiteren verloren sie, da das Parlament von Nebraska keinen Senator gewählt hatte. Bei Nachwahlen konnten Demokraten und Republikaner jeweils einen der vakanten Sitze besetzen, die Republikaner gewannen zusätzlich einen Sitz von den Populisten, und der Senator der Silber-Republikaner trat zu den Demokraten über. Damit konnten die Republikaner ihre Mehrheit, die am Ende des 56. Kongresses bei 53 gegen 25 Demokraten, fünf Populisten, drei Silber-Republikaner und zwei Vertreter der Silver Party gelegen hatte, auf 55 Republikaner gegen 31 Demokraten und zwei Populisten ausbauen.
Zu Veränderungen nach der Wahl siehe auch Liste der Mitglieder des Senats im 57. Kongress der Vereinigten Staaten.

## Ergebnisse

### Wahlen während des 56. Kongresses
Die Gewinner dieser Wahlen wurden vor dem 4. März 1901 in den Senat aufgenommen, also während des 56. Kongresses. In Louisiana fand die Wahl für die 1903 beginnende Amtszeit vorzeitig statt.
| Staat        | Amtierender Senator          | Partei       | Nachwahl   | Datum         | Ergebnis                   | Neuer Senator         |
| ------------ | ---------------------------- | ------------ | ---------- | ------------- | -------------------------- | --------------------- |
| Delaware     | vakant                       | vakant       | Klasse I   | keine Wahl    |                            | vakant                |
| Kalifornien  | vakant                       | vakant       | Klasse I   | 7. Feb. 1900  | Zugewinn Republikaner      | Thomas R. Bard        |
| Louisiana    | Samuel D. McEnery            | Demokrat     | Klasse III | 22. Mai 1900  | wiedergewählt              | Samuel D. McEnery     |
| Minnesota    | Charles A. Towne, ernannt    | Demokrat     | Klasse I   | 23. Jan. 1901 | Zugewinn Republikaner      | Moses E. Clapp        |
| Mississippi  | William V. Sullivan, ernannt | Demokrat     | Klasse II  | 16. Jan. 1900 | bestätigt                  | William V. Sullivan   |
| Pennsylvania | vakant                       | vakant       | Klasse I   | 16. Jan. 1901 | Zugewinn Republikaner      | Matthew Quay          |
| Utah         | vakant                       | vakant       | Klasse I   | 23. Jan. 1901 | Zugewinn Republikaner      | Thomas Kearns         |
| Vermont      | Jonathan Ross, ernannt       | Republikaner | Klasse III | 18. Okt. 1900 | von Republikanern gehalten | William P. Dillingham |

- ernannt: Senator wurde vom Gouverneur als Ersatz für einen ausgeschiedenen Senator ernannt, Nachwahl nötig.
- bestätigt: ein als Ersatz für einen ausgeschiedenen Senator ernannter Amtsinhaber wurde bestätigt.

### Wahlen zum 57. Kongress
Die Gewinner dieser Wahlen wurden am 4. März 1901 in den Senat aufgenommen, also bei Zusammentritt des 57. Kongresses. Alle Sitze dieser Senatoren gehören zur Klasse II. Die Wahl in Virginia fand bereits 1899 statt und ist der Vollständigkeit halber mit aufgeführt.
| Staat          | Amtierender Senator  | Partei              | Datum         | Ergebnis                     | Neuer Senator          |
| -------------- | -------------------- | ------------------- | ------------- | ---------------------------- | ---------------------- |
| Alabama        | John T. Morgan       | Demokrat            | 27. Nov. 1900 | wiedergewählt                | John T. Morgan         |
| Arkansas       | James H. Berry       | Demokrat            | 22. Jan. 1901 | wiedergewählt                | James H. Berry         |
| Colorado       | Edward O. Wolcott    | Republikaner        | 15. Jan. 1901 | Zugewinn Demokraten          | Thomas M. Patterson    |
| Delaware       | Richard R. Kenney    | Demokrat            | keine Wahl    | Verlust Demokraten           | vakant                 |
| Georgia        | Augustus O. Bacon    | Demokrat            | 6. Nov. 1900  | wiedergewählt                | Augustus O. Bacon      |
| Idaho          | George L. Shoup      | Republikaner        | 16. Jan. 1901 | Zugewinn Silber-Republikaner | Fred Dubois            |
| Illinois       | Shelby M. Cullom     | Republikaner        | 22. Jan. 1901 | wiedergewählt                | Shelby M. Cullom       |
| Iowa           | John H. Gear         | Republikaner        | 17. Jan. 1900 | wiedergewählt 1              | John H. Gear 1         |
| Kansas         | Lucien Baker         | Republikaner        | 22. Jan. 1901 | von Republikanern gehalten   | Joseph R. Burton       |
| Kentucky       | William Lindsay      | Demokrat            | 16. Jan. 1900 | von Demokraten gehalten      | Joseph C. S. Blackburn |
| Louisiana      | Donelson Caffery     | Demokrat            | 22. Mai 1900  | von Demokraten gehalten      | Murphy J. Foster       |
| Maine          | William P. Frye      | Republikaner        | 15. Jan. 1901 | wiedergewählt                | William P. Frye        |
| Massachusetts  | George F. Hoar       | Republikaner        | 15. Jan. 1901 | wiedergewählt                | George F. Hoar         |
| Michigan       | James McMillan       | Republikaner        | 15. Jan. 1901 | wiedergewählt                | James McMillan         |
| Minnesota      | Knute Nelson         | Republikaner        | 22. Jan. 1901 | wiedergewählt                | Knute Nelson           |
| Mississippi    | William V. Sullivan  | Demokrat            | 16. Jan. 1900 | von Demokraten gehalten      | Anselm J. McLaurin     |
| Montana        | Thomas H. Carter     | Republikaner        | 16. Jan. 1901 | Zugewinn Demokraten          | William A. Clark       |
| Nebraska       | John M. Thurston     | Republikaner        | keine Wahl    | Verlust Republikaner         | vakant                 |
| New Hampshire  | William E. Chandler  | Republikaner        | 15. Jan. 1901 | von Republikanern gehalten   | Henry E. Burnham       |
| New Jersey     | William J. Sewell    | Republikaner        | 22. Jan. 1901 | wiedergewählt                | William J. Sewell      |
| North Carolina | Marion Butler        | Populist            | 22. Jan. 1901 | Zugewinn Demokraten          | Furnifold M. Simmons   |
| Oregon         | George W. McBride    | Republikaner        | 24. Feb. 1901 | von Republikanern gehalten   | John H. Mitchell       |
| Rhode Island   | George P. Wetmore    | Republikaner        | 12. Juni 1900 | wiedergewählt                | George P. Wetmore      |
| South Carolina | Benjamin Tillman     | Demokrat            | 15. Jan. 1901 | wiedergewählt                | Benjamin Tillman       |
| South Dakota   | Richard F. Pettigrew | Silber-Republikaner | 22. Jan. 1901 | Zugewinn Republikaner        | Robert J. Gamble       |
| Tennessee      | Thomas B. Turley     | Demokrat            | 16. Jan. 1901 | von Demokraten gehalten      | Edward W. Carmack      |
| Texas          | Horace Chilton       | Demokrat            | 22. Jan. 1901 | von Demokraten gehalten      | Joseph W. Bailey       |
| Virginia       | Thomas S. Martin     | Demokrat            | 19. Dez. 1899 | vorzeitig wiedergewählt      | Thomas S. Martin       |
| West Virginia  | Stephen B. Elkins    | Republikaner        | 22. Jan. 1901 | wiedergewählt                | Stephen B. Elkins      |
| Wyoming        | Francis E. Warren    | Republikaner        | 22. Jan. 1901 | wiedergewählt                | Francis E. Warren      |

- 1 Grear verstarb vor Beginn der Amtszeit, zu seinem Nachfolger wurde Jonathan P. Dolliver ernannt.
- wiedergewählt: ein gewählter Amtsinhaber wurde wiedergewählt.

### Wahlen während des 57. Kongresses
Die Gewinner dieser Wahlen wurden nach dem 4. März 1901 in den Senat aufgenommen, also während des 57. Kongresses.
| Staat    | Amtierender Senator       | Partei   | Nachwahl  | Datum         | Ergebnis              | Neuer Senator       |
| -------- | ------------------------- | -------- | --------- | ------------- | --------------------- | ------------------- |
| Montana  | vakant                    | vakant   | Klasse I  | 7. März 1901  | Zugewinn Demokraten   | Paris Gibson        |
| Nebraska | William V. Allen, ernannt | Populist | Klasse I  | 28. März 1901 | Zugewinn Republikaner | Charles H. Dietrich |
| Nebraska | vakant                    | vakant   | Klasse II | 28. März 1901 | Zugewinn Republikaner | Joseph H. Millard   |

## Einzelstaaten
In allen Staaten wurden die Senatoren durch die Parlamente gewählt, wie durch die Verfassung der Vereinigten Staaten vor der Verabschiedung des 17. Zusatzartikels vorgesehen. Das Wahlverfahren bestimmten die Staaten selbst, es war daher von Staat zu Staat unterschiedlich. Teilweise ergibt sich aus den Quellen nur, wer gewählt wurde, aber nicht wie.
Das Fourth Party System der Parteien in den Vereinigten Staaten bestand aus der Demokratischen Partei, die hauptsächlich in den Südstaaten stark war, sowie der gemäßigt abolitionistischen, im Norden verankerten Republikanischen Partei. Zeitweise konnten auch die Silver Party, die Silver Republican Party und die Populist Party (People's Party) Senatoren stellen.